# 蕭邦山
71°40′S 73°49′W / 71.667°S 73.817°W
蕭邦山（英語：Chopin Hill）是南極洲的山丘，位於哈里斯半島和貝多芬半島之間，處於舒曼山西南面4公里，海拔高度約600米，現時受南極條約體系管理。